# Dipsosphecia louisae
Dipsosphecia louisae is een vlinder uit de familie van de wespvlinders (Sesiidae). De wetenschappelijke naam van de soort is voor het eerst geldig gepubliceerd in 1915 door Le Cerf.